# Broadway Melody of 1936
Broadway Melody of 1936 é um filme musical estadunidense de 1935, do gênero musical, dirigido por Roy Del Ruth.
O filme teve duas sequências: Broadway Melody of 1938 e Broadway Melody of 1940. Foi precedido por The Broadway Melody. Uma quarta sequência foi planejada em 1943 com Eleanor Powell e Gene Kelly, mas o projeto acabou sendo abandonado, e uma cena de dança que a atriz já havia rodado foram reaproveitadas no filme Thousands Cheer.

## Sinopse
A dançarina Irene tenta convencer o produtor da Broadway Robert que pode estrelar seu novo espetáculo. Os dois foram namoradinhos quando crianças, mas agora ele está muito ocupado tentando arrumar dinheiro para montar o show, quando a rica viúva Lilian aparece e oferece dinheiro mas com a condição que ela seja a estrela do show. Começa então uma disputa pelo papel e pelo rapaz.

## Elenco
- Jack Benny ...  Bert Keeler
- Eleanor Powell ...  Irene Foster
- Robert Taylor ...  Robert Gordon
- Una Merkel ...  Kitty Corbett
- Sid Silvers ...  Snoop Blue

## Principais prêmios e indicações
Oscar 1936 (EUA)
- Indicado ao prêmio de melhor roteiro original e melhor filme e vencedor na categoria de melhor direção de dança.